# Bahnstrecke Lauterbourg–Lauterbourg-Port-du-Rhin
| |                                                               |                                                     |                                                     |
| Streckennummer (SNCF): | 151 000 151 506 (Hafengleis Nr. 3) 151 511 (Hafengleis Nr. 4) |                                                     |                                                     |
| Streckenlänge: | ~2,0 km                                                       |                                                     |                                                     |
| Spurweite: | 1435 mm (Normalspur)                                          |                                                     |                                                     |
| |                                                               |                                                     |                                                     |
| \| \| \| von Wörth (Rhein) \| \| \| \| \| von Wissembourg \| \| \| \| 0,0 \| Lauterbourg \| 110 m \| \| \| \| nach Strasbourg \| \| \| \| ~1,1 \| Rhine Europe Terminals \| Rhine Europe Terminals \| \| \| ~1,5 \| Werksgleis Eiffage Métal \| Werksgleis Eiffage Métal \| \| \| ~1,7 \| Lauterbourg-Port-du-Rhin \| Lauterbourg-Port-du-Rhin \| \| \| ~2,0 \| Werksgleise Evonik Oil, Dow Chemical, Rohm and Haas \| Werksgleise Evonik Oil, Dow Chemical, Rohm and Haas \| |                                                               |                                                     |                                                     |
| |                                                               | von Wörth (Rhein)                                   |                                                     |
| Abzweig geradeaus und ehemals von rechts |                                                               | von Wissembourg                                     | von Wissembourg                                     |
| Bahnhof | 0,0                                                           | Lauterbourg                                         | 110 m                                               |
| Abzweig geradeaus und nach rechts |                                                               | nach Strasbourg                                     | nach Strasbourg                                     |
| Abzweig geradeaus und nach rechts | ~1,1                                                          | Rhine Europe Terminals                              | Rhine Europe Terminals                              |
| Abzweig geradeaus und von links | ~1,5                                                          | Werksgleis Eiffage Métal                            | Werksgleis Eiffage Métal                            |
| Betriebs-/Güterbahnhof Streckenende und Streckenanfang | ~1,7                                                          | Lauterbourg-Port-du-Rhin                            | Lauterbourg-Port-du-Rhin                            |
| Betriebsstelle Streckenende | ~2,0                                                          | Werksgleise Evonik Oil, Dow Chemical, Rohm and Haas | Werksgleise Evonik Oil, Dow Chemical, Rohm and Haas |

Die Bahnstrecke Lauterbourg–Lauterbourg-Port-du-Rhin ist eine Eisenbahnstrecke im Département Bas-Rhin in Frankreich. Sie verbindet als Hafenbahn den Bahnhof Lauterbourg mit dem Hafen Lauterbourg und gehört dem Port autonome de Strasbourg.

## Geschichte
Die Strecke wurde am 1. November 1884 von den Reichseisenbahnen in Elsaß-Lothringen eröffnet.
Nach dem Ende des Ersten Weltkriegs wurde sie von der am 19. Juni 1919 gegründeten Administration des chemins de fer d’Alsace et de Lorraine übernommen, die ab dem 30. November 1920 dem Ministerium für öffentliche Arbeiten unterstellt wurde und 1938 in der Société nationale des chemins de fer français (SNCF) aufging.
2018 wurde die Strecke um etwa 1,5 Kilometer nach Süden verlängert, um den am 29. Juni 2018 eingeweihten Containerterminal des Hafens Lauterbourg und das daran angeschlossene zukünftige Gewerbegebiet zu erschließen.

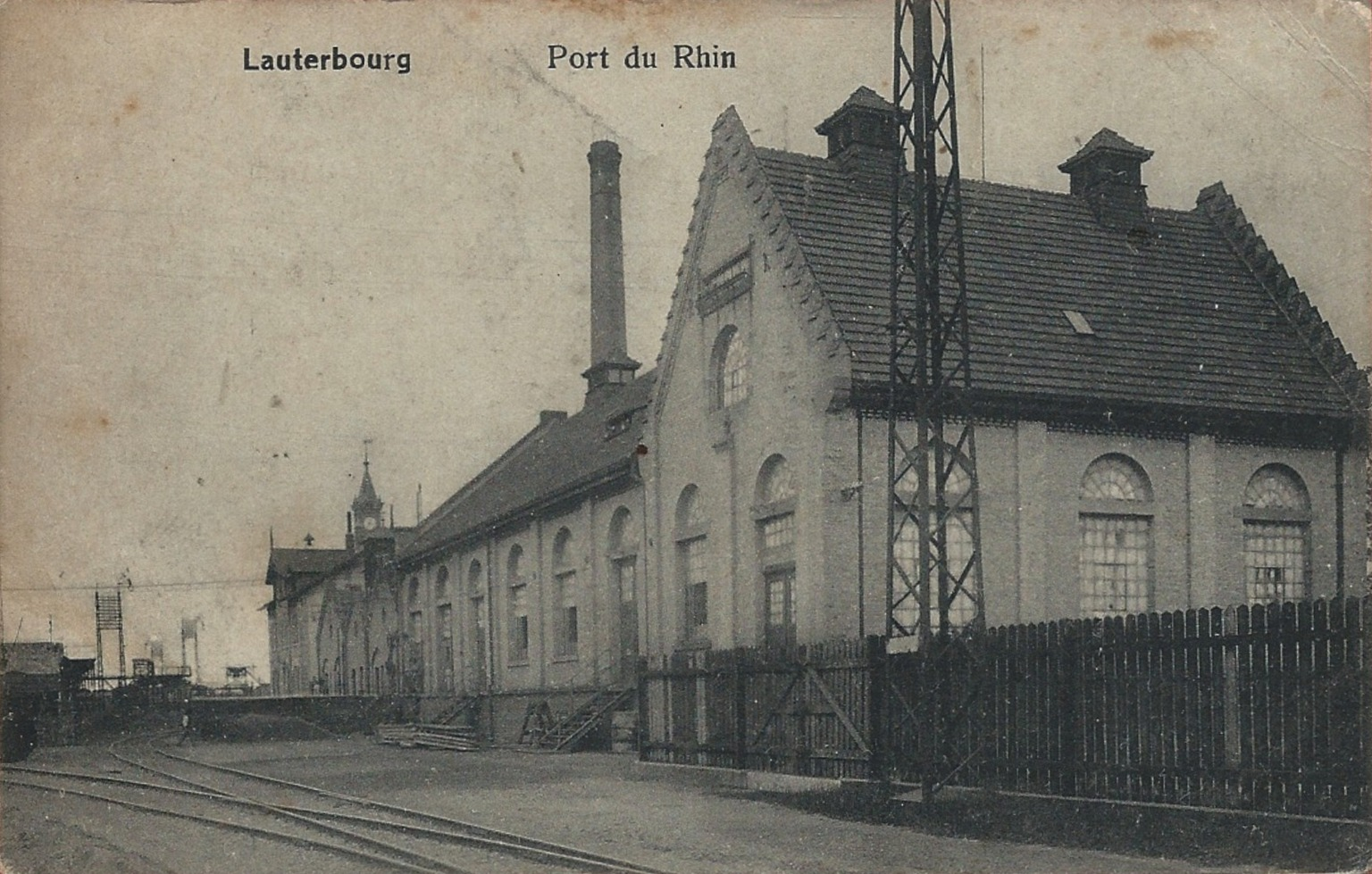
Gleise im Hafen (um 1925)
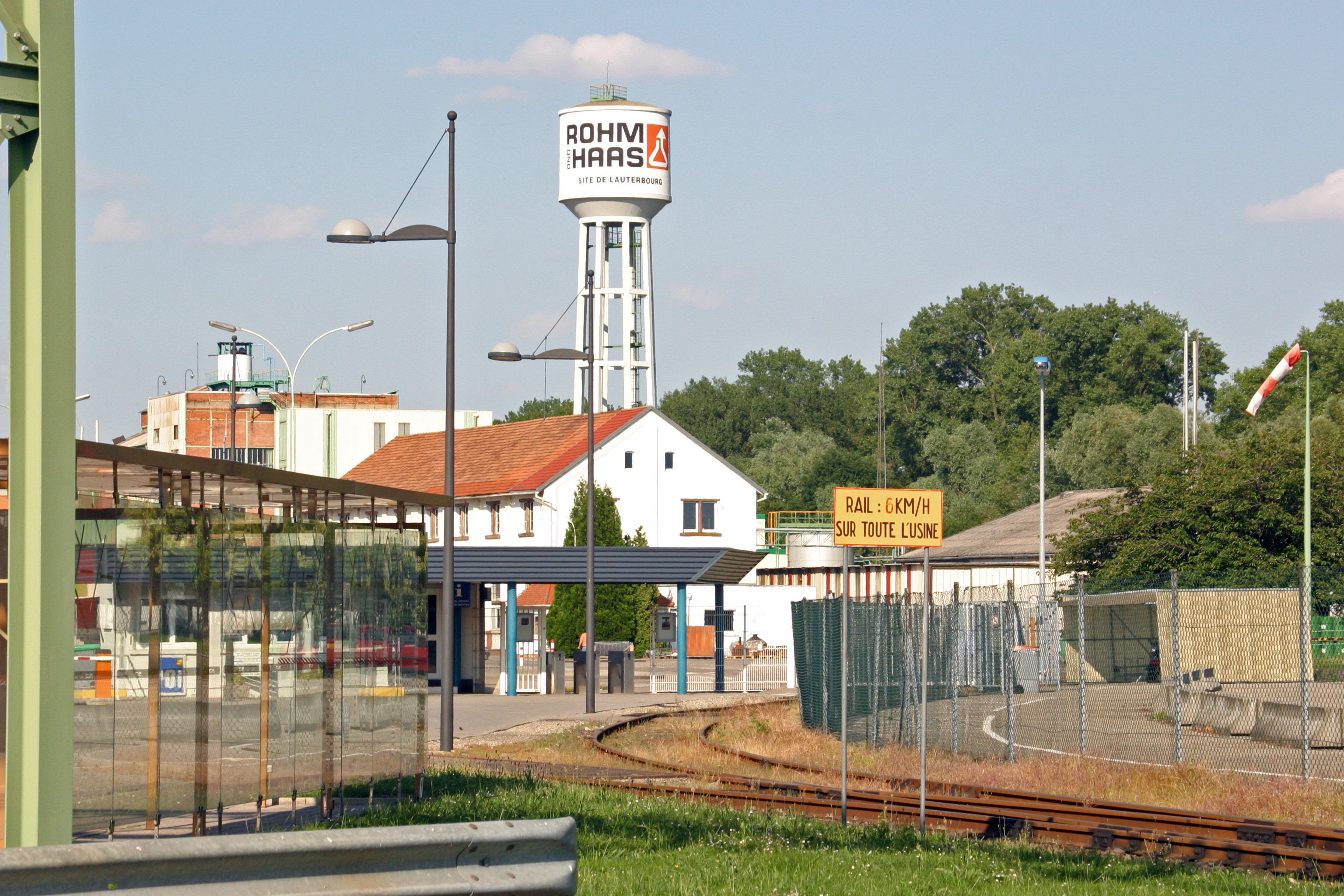
Gleise im Hafen (2005)